# Sakuraiïta
La sakuraiïta és un mineral de la classe dels sulfurs que pertany al grup de l'estannita. Va ser descoberta l'any 1965 en una mina de la Prefectura de Hyōgo (Japó). Rep el seu nom en honor de Kin-ichi Sakurai (1912 – 1993), mineralogista aficionat de Tòquio, el qual va descriure i proporcionar material de sis espècies minerals diferents. La kinichilita també és anomenada en honor seu.

## Característiques
La sakuraiïta és un sulfur de fórmula química (Cu,Zn,Fe)₃(In,Sn)S₄. A més dels elements de la seva fórmula, pot contenir impureses de plata. Cristal·litza en el sistema isomètric. La seva duresa a l'escala de Mohs és 4.
Segons la classificació de Nickel-Strunz, la sakuraiïta pertany a «02.CB - Sulfurs metàl·lics, M:S = 1:1 (i similars), amb Zn, Fe, Cu, Ag, etc.» juntament amb els següents minerals: coloradoïta, hawleyita, metacinabri, polhemusita, esfalerita, stil·leïta, tiemannita, rudashevskyita, calcopirita, eskebornita, gal·lita, haycockita, lenaïta, mooihoekita, putoranita, roquesita, talnakhita, laforêtita, černýita, ferrokesterita, hocartita, idaïta, kesterita, kuramita, mohita, pirquitasita, estannita, stannoidita, velikita, chatkalita, mawsonita, colusita, germanita, germanocolusita, nekrasovita, stibiocolusita, ovamboïta, maikainita, hemusita, kiddcreekita, polkovicita, renierita, vinciennita, morozeviczita, catamarcaïta, lautita, cadmoselita, greenockita, wurtzita, rambergita, buseckita, cubanita, isocubanita, picotpaulita, raguinita, argentopirita, sternbergita, sulvanita, vulcanita, empressita i muthmannita.

## Formació i jaciments
Apareix en filons bandats. A més de l'indret on va ser descoberta, la sakuraiïta també ha estat trobada a la mina Toyoha, a Sapporo (Hokkaido, Japó); al dipòsit San Roque, a Valcheta (Río Negro) i la mina Oploca a Jujuy, aquestes dues últimes localitats estan situades a l'Argentina.
Sol trobar-se associada amb altres minerals com: estannita, esfalerita, calcopirita, cassiterita, matildita, arsenopirita cobàltica, quars i calcita.